# ملهاة الضفادع
الضفادع في اللغة الأغريقية (Ancient Greek: Βάτραχοι Bátrachoi) مسرحية كوميدية من تأليف الكاتب المسرحي اليوناني أريستوفان.

## شخصيات المسرحية
- ديونيسوس.
- زانثيس.
- هيراكليس.
- خارون.
- ايكوس.
- يوربيديس.
- بلوتو.

## ملخص المسرحية
تبدأ المسرحية، فيظهر (ديونوسوس) إله المسرح وقد ارتدى ملابس (هيراكليس)، ثم يتجه الإله مع خادمه إلى منزل هذا البطل ليسأله النصح قبل أن يذهب إلى عالم الموتى، ليرجع يورببيديس إلى أثينا التي كانت قد أقفرت، بعد موته، من شعراء المأساة الممتازين. وبعد أن يوضح له هيراكليس معالم الطريق الذي سبق أن اتبعه في الذهاب إلى العالم الآخر. يشرع ديونوسوس في رحلته مع خادمه كسانثياس. فلما يصلان إلى البحيرة التي تقع على شواطئ (هاديس) يعبرها ديونوسوس في زورق الملاح خارون الذي يقوم بنقل الموتى، ويسمع الإله أثناء عبوره نشيد الضفادع التي تسكن مستنقعاً قريباً من البحيرة فيقاطعها ويتحداها في المقدرة على الأنشاد وتجري بينه وبينها مباراة غنائية تنتهي بفوزه. أثناء ذلك يكون (كسامثياس) قد أنتهى من الدوران حول البحيرة على قدميه، إذ لم يكن من حق العبد أن يعبر في الزورق مع سيده. وبعد بلوغهما الشاطئ تأخذ الجوقة في ترديد مقطوعات دينية وسياسية، ثم يقترب ديونوسوس وكسامثياس من مملكة (بلوتون) إله الموتى، فيقابلان (أياكوس) حارس القصر، فيمنعهما من الدخول، ويلجأ إلى الشرطة لتعاونه في إجراء واجبه. عندئذ يتبادل الزائران ملابسهما رغبة من ديونوسوس في أن يخدع أياكوس ويضلله، وفجأة يصل خادم آخر بعثت به (بروسربينا) زوجة بلوتون ليدعو هيراكليس المزيف (أي الخادم بعد أن ارتدى ثيلب ديونوسوس) لحضور مأدبة ملكية. ويأمر ديونوسوس الخادم من جديد بأن يغير ملابسه. لكن بعد لحظات من تبديل الثياب يدخل أثنان من أصحاب الفنادق ويتهمان ديونوسوس بأنه أحتال عليهما أثناء زيارته السابقة لعالم الموتى ويهددانه بالأنتقام، ثم يخرجان. بعدئذ يعود أياكوس – حارس القصر – ومعه نفر من الشرطة القساة فيداهمون كسانثياس، ويهجمون عليه في عنف شديد ظناً منهم أنه هيراكليس، فيؤكد الخادم أنه لم يأت إلى ذلك المكان من قبل، ثم يقترح معاقبة تابعه إذا ثبت أنه قد جاء إلى هذه الديار فيما مضى. عندئذ يعلن ديونوسوس (وقد أرتدى ثياب الخادم) بأنه إله وأن كسانثياس عبد، ثم يطلب الاثنان إلى أياكوس أن ينهال عليهما ضرباً بالسياط ليعرف الحقيقة فيضربهما ضرباً مبرحاً ليتعرف على شخصيتهما، فالإله سوف يتحمل الضرب لأن الآلهة بطبيعتهم لا يتألمون، ويفشل أياكوس ولا يستطيع التمييز بينهما فيتخلى عن هذه المهمة ويعهد بهما إلى إله العالم الآخر وزوجه. عندئذ يخرج جميع الممثلين من المسرح وتبقى الجوقة وحدها تنشد مقطوعة عن أفكار اريستوفان السياسية ثم يظهر كسانثياس مع خادم بلوتون. وهنا ينتهي الجزء الفكاهي من الملهاة، وهنا أيضاً ينقلنا الشاعر إلى الفكرة الرئيسية للمسرحية والتي تدور حول دراسة الشعر التمثيلي في عصره. ولقد لاقت هذه الملهاة نجاحاً كبيراً حين قدمها اريستوفان على مسرح الآثينين لأول مرة عام 405 ق.م. ولا أدل على أعجاب اليونان بها من أنهم طالبوا بعرضها مرة ثانية، وهذا تقدير لم تنله إلا الإلياذة.

## اصداء مسرحية ملهاة الضفادع
- 1 فما السبب في أن هذه المسرحية أحتلت هذه المنزلة السامية؟
- 2 أيرجع ذلك إلى ما تتضمنه من فكاهات مضحكة وطرائف شيّقة؟
- 3 أم إلى ما عالجته من مشاكل وطنية وموضوعات سياسية؟
- 4 أم إلى ما تناولته من دراسات دقيقة في النقد ونظريات هامة في طبيعة الشعر ووظيفته؟

محتمل أنها نالت إعجاب الآثينين لأهميتها السياسية ولكنها في الواقع لم تشتهر في العالم الحديث من أجل ذلك إنما أثارت أهتمام الباحثين لأنها أقدم نص أدبي يتضمن دراسة مفصلة للمأساة اليونانية وتحليلاً دقيقاً لمسرحيات أيسخولوس وسوفوكليس ويورببيدس، وشرحاً واضحاً لرأي الأول والثالث في وظيفة الشعر وطبيعته، لذا وصف الغربيون “ الضفادع “ بأنها تفوق أعمال (دريدن) ومقالات (كولردج) عمقاً، وأبحاث (أرنولد) و (سان بيف) أصالة.
هذه الملهاة بعد أن كان زعماء المأساة الثلاثة قد أنتقلوا إلى عالم الموتى وخلت أثينا من شعرائها الكبار وأصبحت تعج، كما قال ديونوسوس، بمئات من المتشاعرين الذين حطوا من قدر الفن: “ فلم يوجد بينهم شاعر أصيل ينظم شعراً سامياً، بل كانوا جميعاً يبوؤون بالفشل وتختفي أسماؤهم من عالم الأدب بعد عرض أول مسرحية يقدمونها. لذلك رأى إله المسرح أنه لابد من التوجه إلى هاديس لإرجاع يورببيديس إلى عالم الأحياء لأن أثينا كانت بحاجة إلى شاعر مبتكر. وما أن وصل ديونوسوس مملكة بلوتون حتى سمع بخلاف شديد قد أحتدم، قبل مجيئه بلحظات بين أيسخولوس الذي تربع على عرش المأساة، وبين يورببيديس الذي يريد أن يغتصب العرش منه ويحتل مكانه. ويقترب ديونوسوس من الشاعرين المتخاصمين ليقف على تفاصيل الموضوع، فيطلبان إليه أن يحكم بينهما، فيقبل التحكيم، ثم تبدأ المباراة، فينتقد كل منهما الآخر في لغته وأسلوبه وفلسفته الخلقية، وفي مقدمة مآسيه وفي تركيبها ووظيفتها وفي أوزانه وأشعاره الغنائية، ورغم ذلك كله يصعب على الإله أن يفضل شاعر على الأخر. فيلجأ إلى وسيلة جديدة للموازنة بينهما، فيسأل كلا منهما رأيه في سياسة القائد الآثيني المشهور (الكبياديس) فيقول يورببيديس “ إنه يكره الرجل الذي يتلكأ في خدمة وطنه ويسارع إلى الحاق الضرر بالوطن، الرجل الذي يسعى إلى تحقيق مآربه الشخصية ولا يؤدي واجباته القومية”. ويرد أيسخولوس قائلاً: “ لا ينبغي أن نربي أشبالاً في المدينة، أما إذا ربينا واحداً وكبر بيننا فيجب أن نرضى عن تصرفاته” . لكن الحكم لا يرضى عن إجابة الشاعرين ويطلب إلى كل منهما أن يوجه النصح السديد إلى أثينا في محنتها الشديدة، فيعبر يورببيديس عن رأيه قائلاً: “ يجب علينا أن نرتاب من هؤلاء الذين نثق فيهم اليوم، ونعتمد على الذين لم نثق فيهم من قبل، وأن نلجأ إلى وسائل غير تلك التي أتبعتاها فيما مضى. أما أيسخولوس فينادي بدفع الضرائب والأستمرار في الحرب. وعندئذ يقترب (بلوتون) إله الموتى من ديونوسوس ويطلب إليه أن يختار الشاعر الذي يفضله، فيقرر فجأة إرجاع أيسخولوس إلى أثينا.ومع أن أريستوفان لم يعتمد على التفوق الأدبي في تفضيل شاعر على آخر، وإلا أنه عقد مقارنة مفصلة بين الأثنين، أبرز فيها محاسن كل منهما ومثالبه. فنراه يبدأ بمدح يورببيديس ويثني على منطقه القوي وحججه البراقة ويشير إلى تمسكه بقافية (بوزن) الشعر بيتاً بيتاً وكلمة كلمة، وقياس الأبيات قياساً دقيقاً يوصفها في القوافي (الموازين) والقوالب المربعة، ثم يرينا أيسخولوس غاضباً ثائراً من هذه الفكرة التي تحط من قدر المأساة. ومع ذلك تبدأ المباراة ويعيب بورببيديس على زميله الطريقة التي كان يستهل بها مسرحيته، وذلك بأن يظهر شخصيته تجلس صامتة، وقد أخفت وجهها لا تلفظ ببنت شفة، رغبة منه في خلق جو رهيب وغامض، ثم ينتقد لغته التي يحشوها بألفاظ طنانة ضخمة كخوار الثيران، وكلماته غريبة لا يفهمها المتفرجون، مما دفع يورببيديس إلى تخليص المأساة من كل طنان رنان وتجنب الغموض وجعل أول شخصيته تشرح بمجرد ظهورها الفكرة الجوهرية للمسرحية، ولم يسمح للمثل أن يقف خاملاً بلا حراك، بل أشرك الجميع في الحوار، السيد والسيدة، الصبية والعجور، والعبد أيضاً. كما عَلَمَ الآثينيين كيف يوازنون ويقيسون الشعر وكيف يخضعونه لقواعد دقيقة في الموازنة، وكيف يقلبون كل شيء على كافة الوجوه، وحبب إليهم البحث والتحليل. فيرد أيسخولوس على هذه الأتهامات قائلاً: “ يتحتم على شاعر المأساة أن يبتكر عبارات سامية تناسب الأفكار النبيلة والحكم الرائعة التي تتضمنها”. وهذا ما نادى به أرسطو بعد ذلك في كتابه (فن الشعر) عندما قال: “ إن المأساة محاكاة فعل نبيل تام بلغة ملائمة”. ثم يفتخر أيسخولوس بأنه ملأ المأساة “ بالحرب والجنود البواسل والشباب القوي الذين يعيشون بين الحراب والرماح والقبعات والخوذات. لأنه كان يعتقد أن وظيفة الشاعر هي معالجة المواضيع الهامة النافعة، ويدلل على ذلك بأن أشهر منشدي اليونان وشعرائهم هم الذين علموا أسرار الدين والنبوءات والطب والفلاحة وأعمال الزراعة وتنظيم المعارك والشجاعة في الحروب. (الأشارة هنا إلى أورفيوس وموسايوس وهما منشدان عاشا قبل هوميروس بقرنين أو ثلاثة، ثم إلى هوميروس نفسه وإلى هيسيودوس الذي يصغره ببضعة سنين). ويتضح من ذلك أن أيسخولوس كان يرى أن رسالة الشاعر في المجتمع هي لتلقين الشباب مبادئ الفضيلة وتعليمهم الأمور النافعة. والغريب أن اريستوفان ينطق شاعر المأساة بمثل هذه العبارات ثم ينساها أو يتناساها في نهاية الملهاة حيث يترك للحكم حرية مطلقة في تفضيل الشاعر الذي تميل إليه نفسه، ويتوق إلى سماعه، فيختار أيسخولوس. ولكن لماذا ؟ هذا ما لم يوضحه لنا كأنه أراد أن يفرض علينا حكماً معيناً، مع أنه أعترف أكثر من مرة ببراعة يورببيديس الفنية التي تظهر بوضوح في تركيب مآسيه وصياغتها في أسلوب فياض متدفق، بلغة مبتكرة تمتاز بألفاظها السهلة وأنغامها العذبة، كما أعترف ببراعة في تصوير شخصياته تصويراً حياً صادقاً. فلماذا إذن فضل عليه أيسخولوس ؟ الأنة كان يملأ مآسيه بالحروب التي يصفها ويتغنى بها ويشيد بمن يخوضون غمارها؟ أم لأنه كان، في رأي أريستوفان يعالج موضوعات أجل من تلك التي يتنازلها يورببيديس ؟ إن روح هذه الملهاة وأفكار الناقد في مسرحياته (أهتم أريستوفان بدراسة الحركة الأدبية المعاصرة – في زمانه – في كثير من مسرحياته بخاصة في: أهل أخارناي، السحب، النساء في أعياد ديمينز)، الضفادع) الأخرى وتدفعنا إلى هذه النتيجة وتبين بوضوح أن أريستوفان أدرك تماماً أن عظمة الشاعر تتوقف على أمرين: -
- الموضوع الذي يعالجه.
- والبراعة الفنية في بناء المسرحية.

وآمن بأن أيسخولوس ويورببيديس يستحقان التمجيد لآن أحدهما موهوب في أختيار موضوعاته، والآخر بارع في فنه. فإذا لم يشأ أريستوفان الإفصاح عن هذه الحقيقة، فذلك لأن الظروف السياسية آنئذ فرضت عليه يمدح يورببيديس الذي كان يهاجم الحروب ودعاتها، وألا ينسى أنتصار الآثينيين في ماراثون وسلاميس، وأن يشيد بالآخلاق والتقاليد التي أدت إلى إحرازه. يجب أذن أن نفهم موقف أريستوفان على حقيقته. لقد عبر عن رأيه في تحفظ شديد، فلم يشأ أن يُغضب الساسة والمحافظين – أعداء يورببيديس- ولم يشأ أيضاً أن يرضيهم على حساب شاعر كان يقدر فنه ويعجب ببراعته. ودليلنا على ذلك أن كثير من الآراء التي أصدرها ضد يورببيديس لاتزيد على فكاهات أوردها في ملهاته بقصد التسلية والترويح. فمثلاً قوله على لسان أيسخولوس:” إنني أرفض المباراة مع يورببيديس لأن شعري لم يمت، في حين أن شعر زميلي قد مات وآتى معه إلى عالم الموتى”. ليس إلا دعابة طريفة. وكذلك وضع الشعر في الميزان وتقويمه بالمقاييس ليس إلا فكاهة مثيرة أراد بها أن يضحك المتفرجين ويبين لهم أن تحليل الشعر تحليلاً دقيقاً كان من أبتكار يورببيديس. يضاف إلى ذلك أن أريستوفان يشعرنا في المسرحيات التي تناول فيها دراسة الشعر التمثيلي بأنه كان معجباً بيورببيديس الذي كان يتمتع بشهرة فائقة وأصبحت أشعاره على كل لسان كما يتضح من عشرات الأبيات الرقيقة التي أستشهد بها أريستوفان في الملهاة “ النساء في عيد شموفوريا” حيث صدر يورببيديس في صورة “ رجل مخلص لصديقه، بارع في فنه، عميق في تفكيره” وقد بلغ إعجاب الناقد بشاعر.

## وصلات خارجية
- ملهاة الضفادع على موقع الموسوعة البريطانية (الإنجليزية)